# Tatra T3

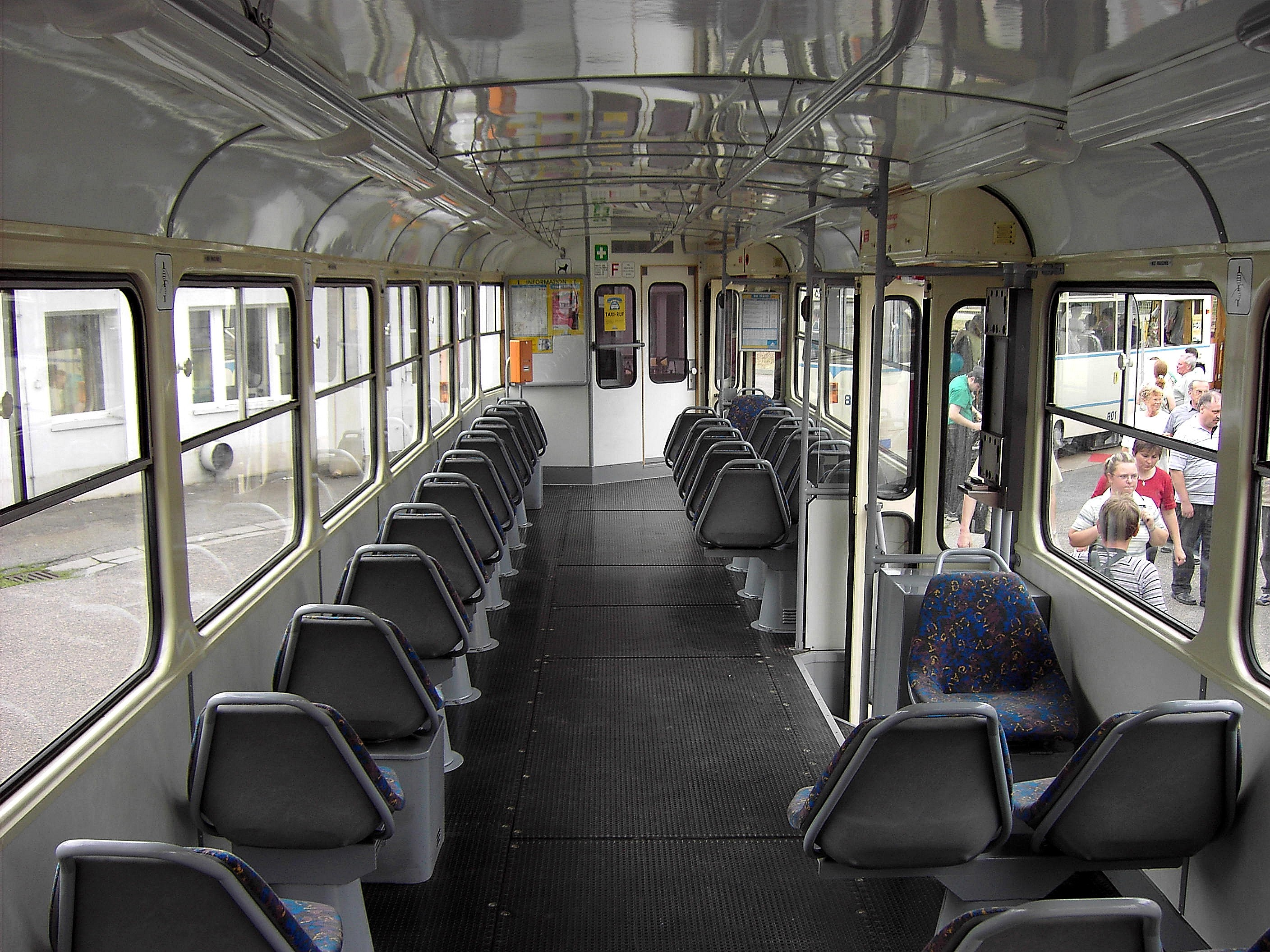
Interiör av moderniserad T3 i Chemnitz i Tyskland

Tatra T3 är en spårvagnsmodell, som tillverkades av ČKD Tatra 1960–1999. Sammanlagt tillverkades 13 991 motorvagnar och 122 släpvagnar, vilka i huvudsak levererades till länder i Central- och Östeuropa. 
Därmed är modellen världens näst mest sålda spårvagnsmodell. Den användes till exempel i alla spårvägar i Tjeckoslovakien, varav i Prag fler än ett tusen exemplar. 

## Fotogalleri

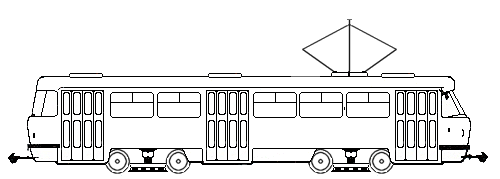
T3D (för Tyskland}
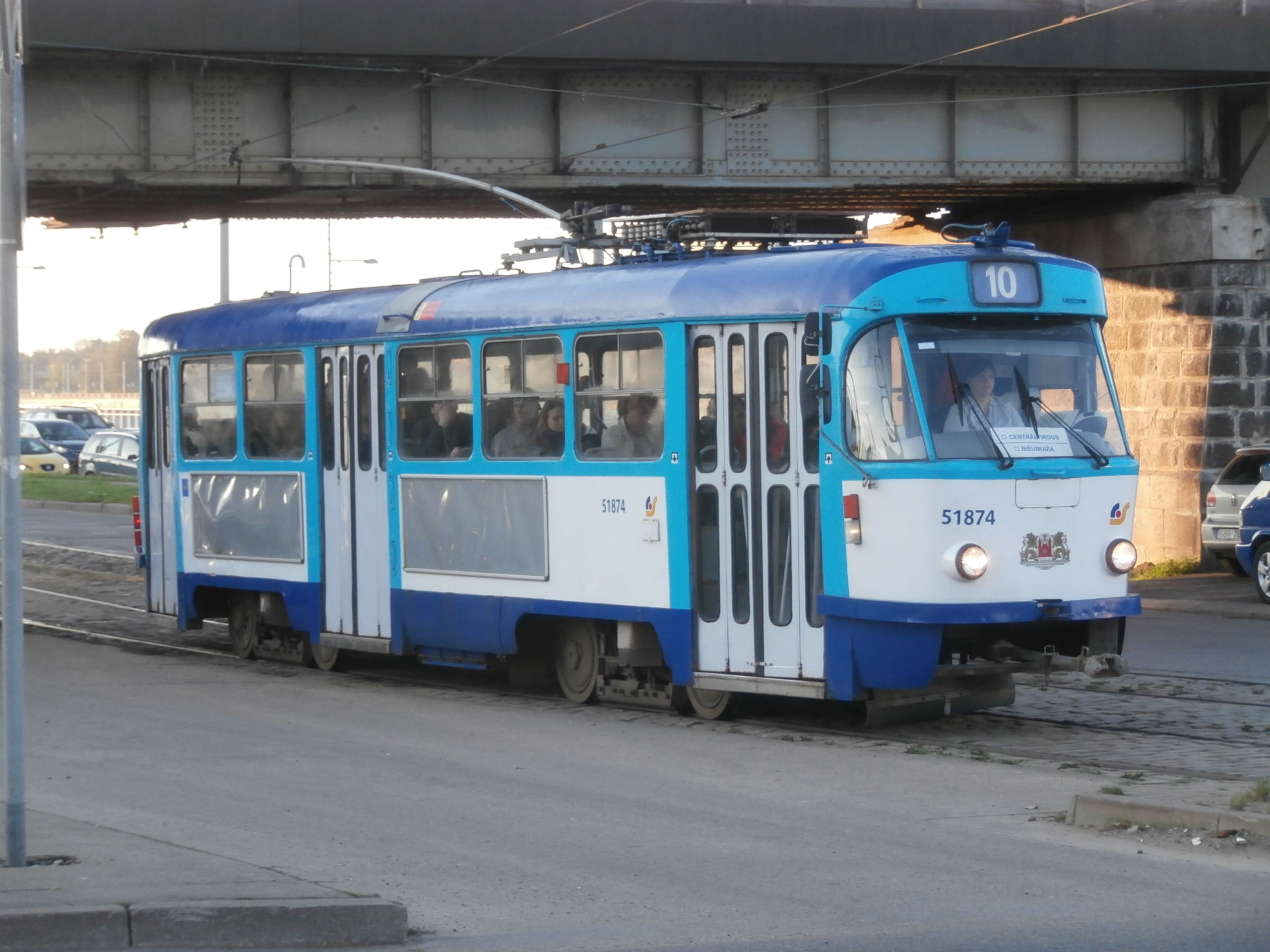
T3 under järnvägsbron i Riga, 2014
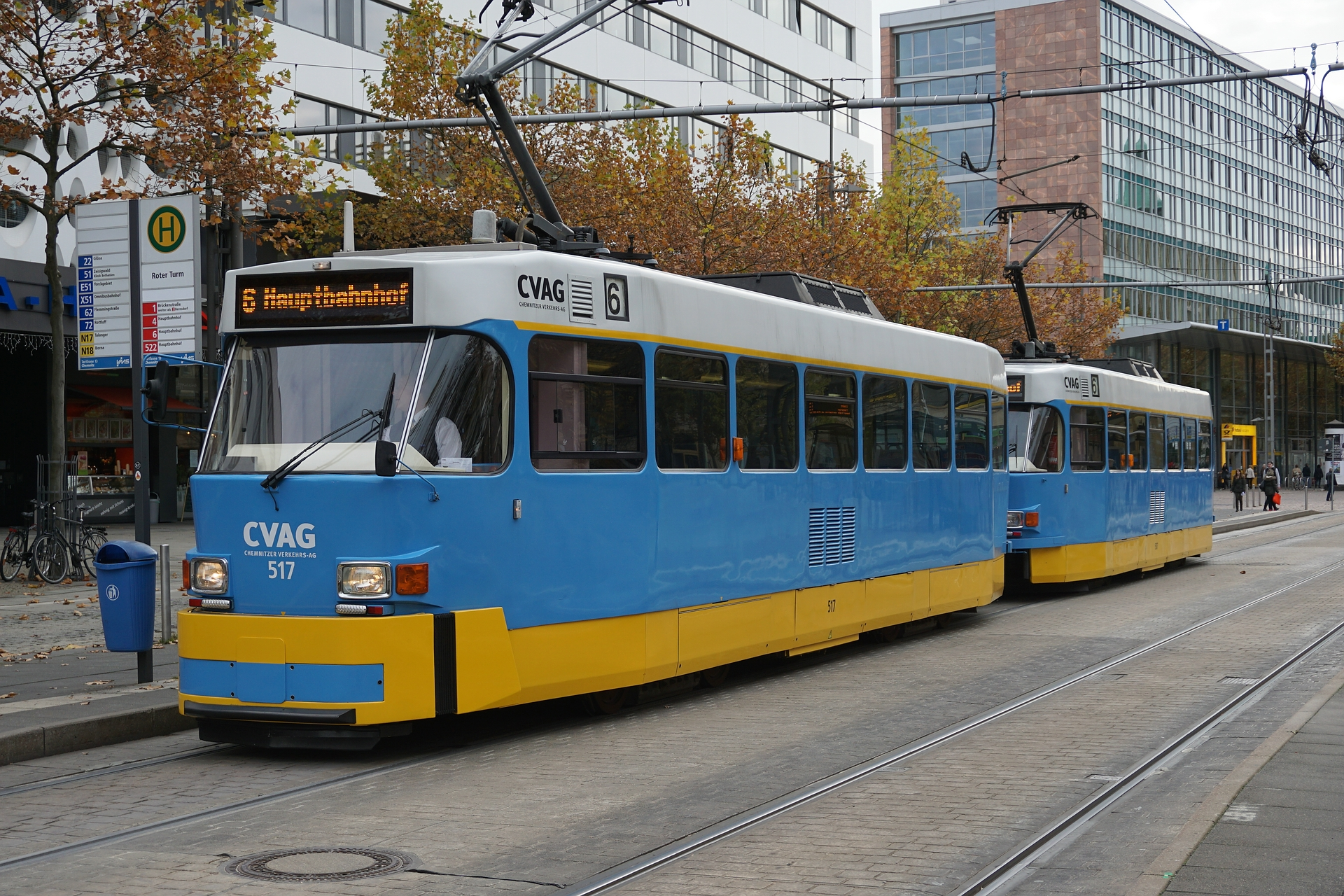
Moderniserad T3 på Strasse der Nationen i Chemnitz, 2015
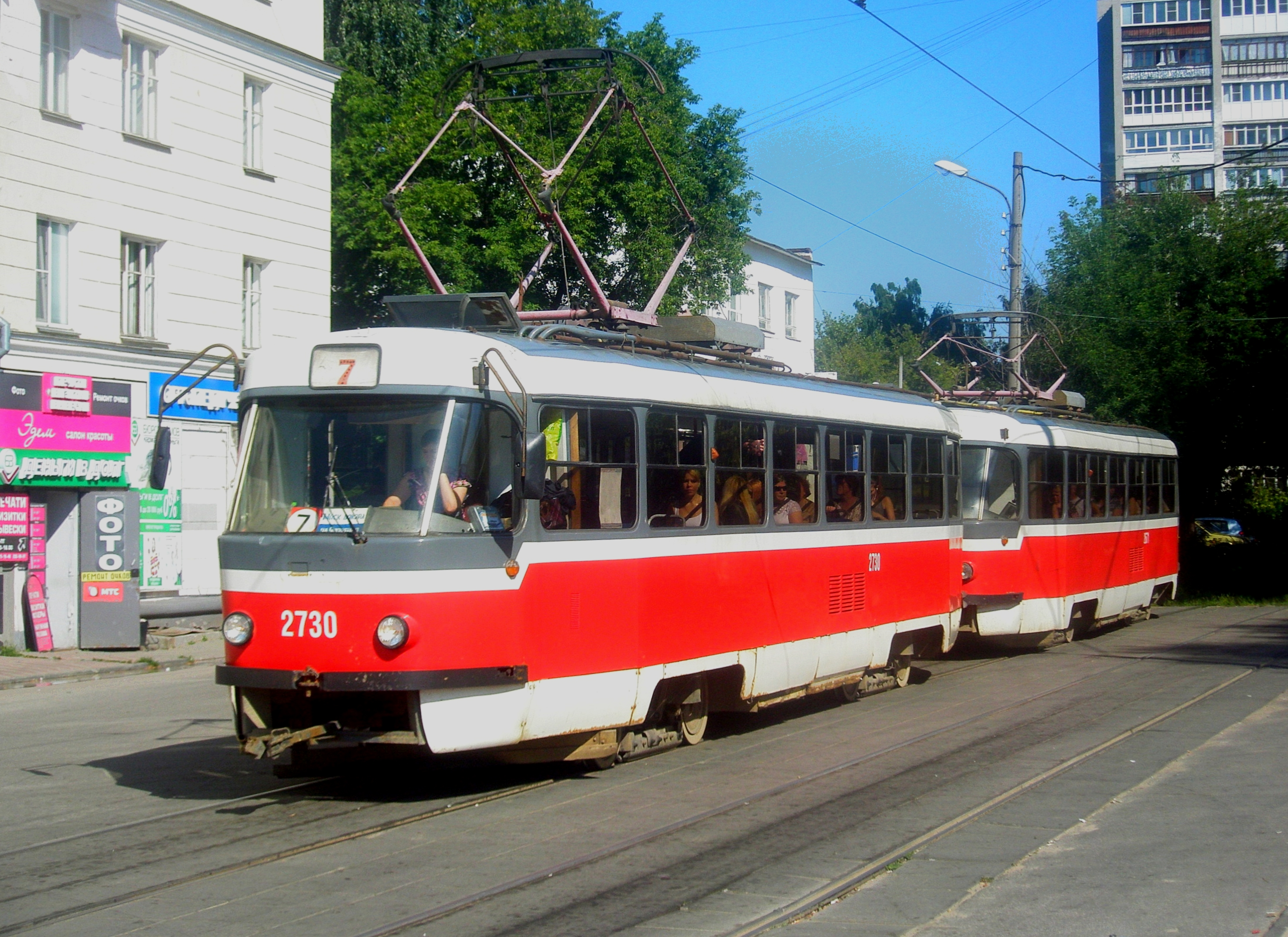
Dubbelkopplade T3 i Nizhny Novgorod
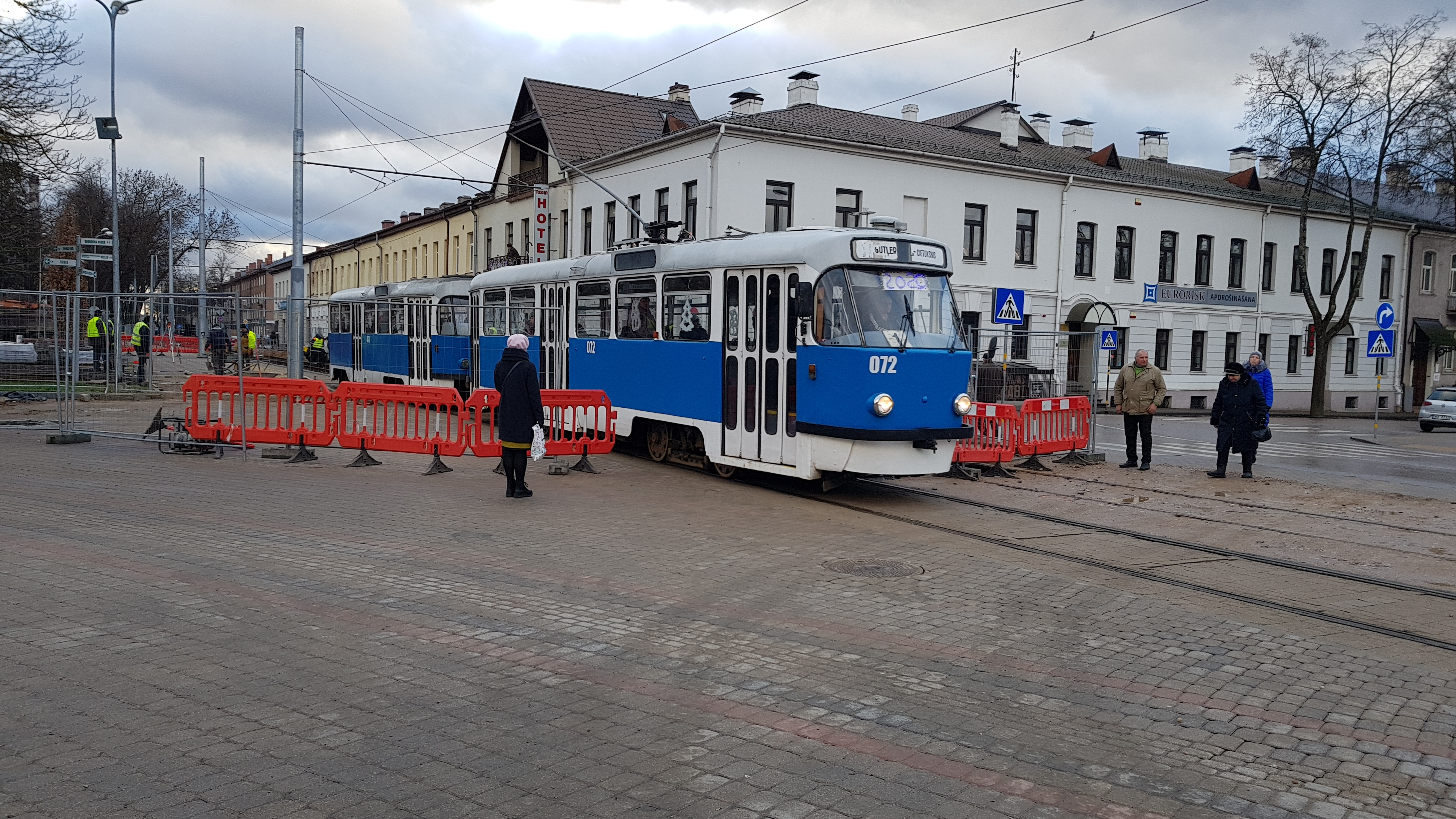
Original Tatra T3Ds i Daugavpils